# 塔温觉肯乡
塔温觉肯乡，是中华人民共和国新疆维吾尔自治区巴音郭楞蒙古自治州博湖县下辖的一个乡镇级行政单位。

## 行政区划
塔温觉肯乡下辖以下地区：
塔温觉肯村、哈尔恩格村、科克莫敦村、东大罕村、克日木哈尔村和敖瓦特村。